# Eringaite
L'eringaite (simbolo IMA: Erg) è un minerale ed è un raro silicato del supergruppo del granato e anche del gruppo del granato con la composizione chimica idealizzata Ca3Sc3+2Si3O12.

## Etimologia e storia
Nella sua località tipo, skarn simili a una rodingite proveniente dal fiume Viljuj nella Repubblica di Sacha (Jacuzia), in Russia, l'eringaite si presenta sotto forma di zone da marrone chiaro a gialle di pochi micrometri di dimensioni e macchie in granati ricchi di schorlomite e kerimasite. Inoltre, finora è stato rilevato solo in pochi meteoriti, dove si presenta come un'inclusione delle diopsidi. Si ritiene che l'eringaite sia uno dei primi condensati di silicato della nebulosa presolare.

Nel corso di indagini sistematiche sul gruppo del granato, che è chimicamente molto variabile, i granati contenenti scandio e l'eringaite sono stati prodotti artificialmente già negli anni '70.
Le prime conchiglie naturali contenenti scandio sono state trovate nel 2005 in skarn simili alla rondigite sulle rive del fiume Vilyui in Yakutia, in Russia. Nella stessa roccia, 5 anni dopo è stato descritto anche il granato scandio eringaite; prende il nome dal fiume Eringa, che sfocia nel Wiljui di fronte al sito.
Da allora, l'eringaite è stata trovata solo come inclusione submicroscopica in alcuni meteoriti.

## Classificazione
Secondo la classificazione strutturale dell'Associazione Mineralogica Internazionale (IMA), l'eringaite appartiene al supergruppo del granato, dove è associata a menzerite-(Y), piropo, grossularia, spessartina, almandino, goldmanite, momoiite, knorringite, uvarovite, andradite, calderite, rubinite, majorite e morimotoite e con le quali forma il gruppo del granato con 12 cariche positive sulla posizione del reticolo coordinato tetraedrico.
L'8ª edizione della sistematica minerale secondo Strunz, ormai superata ma ancora in parte in uso, non elenca l'eringaite. Solo nel "Lapis Mineral Directory" di Stefan Weiß, che si basa ancora su questa sistematica di Strunz per rispetto dei collezionisti privati e delle collezioni istituzionali, il minerale ha ricevuto il sistema nº VIII/A.08-145 e sarebbe quindi incluso insieme ad almandino, andradite, calderite, goldmanite, grossularia, henritermierite, hibschite, holtstamite, hydrougrandite, katoite, kimzeyite, knorringite, majorite, morimotoite, piropo, schorlomite, spessartina, uvarovite, wadalite e yamatoite (screditata perché identica alla momoiite), con le quali forma il "gruppo del granato" con il sistema nº VIII/A.08 all'interno della divisione "Nesosilicati".
Anche la 9ª edizione della sistematica minerale di Strunz, in vigore dal 2001 e utilizzata dall'Associazione Mineralogica Internazionale (IMA), non elenca ancora l'eringaite. Anche qui, tuttavia, sarebbe classificata nel dipartimento "9.A Nesosilicati". Questa classe è ulteriormente suddivisa in base all'eventuale presenza di ulteriori anioni nonché alla coordinazione dei cationi coinvolti, in modo che il minerale venga classificato in base alla sua composizione e struttura nella suddivisione di "9.AD Nesosilicati senza anioni aggiuntivi; cationi in coordinazione [6] e/o maggiore", dove, insieme ad almandino, andradite, calderite, goldmanite, henritermierite, holtstamite, katoite, kimzeyite, knorringite, majorite, morimotoite, piropo, schorlomite, spessartina e uvarovite, con le quali forma il "gruppo del granato" con sistema nº 9.AD.25. Di questo gruppo fanno parte anche i composti granati blythite, hibschite, hydrougrandite e skiagite, che non sono più considerati minerali. La wadalite, a quel tempo ancora raggruppata tra i granati, si è dimostrata strutturalmente diversa ed è ora assegnata a un gruppo separato con la clormayenite e la fluormayenite. D'altra parte, i granati irinarassite, hutcheonite, kerimasite, toturite e menzerite-(Y) descritte dopo il 2001 verrebbero assegnate al gruppo del granato.
Anche la classificazione dei minerali secondo Dana, che viene utilizzata principalmente nel mondo anglosassone, collocherebbe l'eringaite nella classe dei "silicati e germanati" e lì nella sottoclasse dei "minerali nesosilicati". Qui sarebbe elencato insieme ad andradite, goldmanite, uvarovite e yamatoite nel sistema nº 51.04.03b all'interno della suddivisione "nesosilicati: SiO4 si raggruppa solo con cationi in coordinazione [6] e/o maggiore".

## Chimica
L'eringaite è l'analogo dello scandio (Sc) della grossularia e forma cristalli misti complessi principalmente con kimzeyite, schorlomite e andradite. La composizione misurata dalla località tipo è:
- {\displaystyle \mathrm {^{[X]}Ca_{2,98}Y_{0,01}Mg_{0,01})^{[Y]}(Sc_{0,82}^{3+}Ti_{0,44}^{4+}Fe_{0,30}^{3+}Zr_{0,21}^{4+}Mg_{0,10}^{2+}Al_{0,09}^{3+}Cr_{0,08}^{3+}Fe_{0,05}^{2+}V_{0,01}^{3+})^{[Z]}(Si_{2,48}Al_{0,30}Fe_{0,22}^{3+})O_{30}} }[3]

I contenuti di titanio e zirconio in posizione {\displaystyle {\ce {Y}}}, insieme ai contenuti di Fe3+ e alluminio in posizione {\displaystyle {\ce {Z}}}, sono dovuti alla formazione di cristalli misti con granati scharlomitici {\displaystyle \mathrm {(^{[X]}Ca_{3}^{[Y]}(Zr,Ti)_{2}^{4+}\,^{[Z]}((Fe,Al)_{2}^{3+}Si)O_{12})} }, corrispondenti alla seguente reazione di scambio:
- {\displaystyle \mathrm {^{[Y]}Sc^{3+}+^{[Z]}Si^{3+}=^{[Y]}(Ti,Zr)^{3+}+^{[Z]}(Al,Fe)^{3+}} }

Il contenuto di Fe3+ in posizione {\displaystyle {\ce {Y}}} può essere attribuito alla mescolanza dell'andradite {\displaystyle \mathrm {^{[X]}Ca_{3}\,^{[Y]}Fe_{2}^{3+}\,^{[Z]}Si_{3}^{4+}O_{12}} } secondo la reazione di scambio:
- {\displaystyle \mathrm {^{[Y]}Sc^{3+}=^{[Y]}Fe^{3+}} }

essere restituito.
Le eringaiti meteoritiche contengono quantità simili di scandio (Sc), nessun Fe3+, ma significativamente con più ittrio (Y) e titanio (Ti3+):
- {\displaystyle \mathrm {^{[X]}(Ca_{2,31}Mg_{0,56}Y_{0,09}Fe_{0,05}^{2+})^{[Y]}(Sc_{0,82}^{3+}Y_{0,48}Ti_{0,32}^{3+}Ti_{0,25}^{4+}Zr_{0,10}^{4+}V_{0,03}^{3+}Cr_{0,01}^{3+})^{[Z]}(Si_{2,47}Al_{0,44}Ti_{0,09}^{4+})O_{30}} }[10]

## Abito cristallino
L'eringaite cristallizza nel sistema cubico nel gruppo spaziale Ia3d (gruppo nº 230) con 8 unità di formula per cella unitaria. L'elemento sintetico ha la costante di reticolo a = 12,250 Å, il cristallo misto naturale della località tipo invece possiede costante a = 12,19 Å.
La struttura è quella del granato. Il calcio (Ca2+) occupa la posizione {\displaystyle {\ce {X}}} dodecaedrica circondata da 8 ioni ossigeno, lo scandio (Sc3+) occupa la posizione {\displaystyle {\ce {Y}}} ottaedrica circondata da 6 ioni ossigeno e la posizione {\displaystyle {\ce {Z}}} tetraedrica circondata da 4 ioni ossigeno è completamente occupata dal silicio (Si4+).

## Origina e giacitura
L'eringaite si forma a bassa pressione e ad alte temperature in skarn metamorfici di contatto o come condensato dalla nebulosa presolare.

### Skarn
La località tipo dell'eringaite è uno skarn simile a una rodingite proveniente dal fiume Wiljui nella Repubblica di Sakha (Yakutia), in Russia. I minerali associati sono grossularia, andradite e perovskite.

### Meteorite
Nelle condriti CV3, l'eringaite si trova nelle inclusioni ricche di calcio e alluminio (CAI). Nel meteorite Vigarano, si presenta come un'inclusione in davisite e diopside ricche di scandio, insieme a tazheranite, hexaferrum e spinello MgAl.
Nel meteorite Allende, l'eringaite si presenta anche come inclusione nella diopside ricco di scandio, insieme allo spinello e alla perovskite Y.